# EQUATOR-Netzwerk
Das EQUATOR-Netzwerk (Akronym für: Enhancing the QUAlity and Transparency Of health Research – deutsch: Verbesserung der Qualität und Transparenz der Gesundheitsforschung) ist ein internationaler Zusammenschluss medizinischer Forscher, der 2006 in Oxford gegründet wurde. Das Netzwerk möchte Aktivitäten zu Publikations-Leitlinien in der Medizin bündeln. 2008 wurde die gleichnamige Website begründet. Es wurden inzwischen nationale Zentren in Großbritannien, Frankreich, Kanada, Australien und China eröffnet.
Auf der Website sind alle wichtigen Leitlinien zur Erstellung von Veröffentlichungen von medizinischen Forschungsarbeiten hinterlegt. Als bekannte Beispiele gelten das CONSORT-Statement für die Veröffentlichung von Ergebnissen randomisierter klinischer Studien oder STROBE für Beobachtungsstudien.

## Leitungsgruppe
Aktuelle Mitglieder der Leitungsgruppe sind: Gary Collins, David Moher, Philippe Ravaud, Paul Glasziou und Zhaoxiang Bian
Ehemalige Mitglieder waren: Doug Altman und Iveta Simera